# Becky Hammon
Becky Hammon (en russe : Ребекка Линн Хаммон), née le 11 mars 1977 à Rapid City dans le Dakota du Sud, est une joueuse américaine de basket-ball qui a acquis la nationalité russe en avril 2008.
Meneuse, elle participe à la WNBA de 1999 à 2014 et figure parmi les Meilleures joueuses des 15 ans de la WNBA. Elle représente la Russie en compétitions internationales.
Le 5 août 2014, elle est nommée entraîneur-adjoint des Spurs de San Antonio. Elle devient ainsi la première femme assistant-entraîneur à temps complet de NBA.

## Biographie

### Formation
À la Stevens High School, elle est élue Miss Basketball du Dakota du Sud en 1994, puis dans la sélection Gatorade des joueuses de l'année en 1995. En senior, ses statistiques sont de 26,0 points, 4,0 rebonds et 4,0 passes décisives. Malgré cela, son État étant peu réputé pour son niveau en basket-ball et vu sa petite taille, peu d'universités et aucune de renom ne portent attention à elle.
Elle rejoint les Rams de l'Université d'État du Colorado, dont elle sort diplômée en 1999, l'année-même où elle permet à son équipe de se qualifier pour le « Sweet Sixteen » (8e de finale des playoffs (demi-finale régionale) de la National Collegiate Athletic Association (NCAA).
Elle possède de nombreux records sportifs liés à son passage dans cette université comme le plus grand nombre de points marqués par une joueuse dans toute l'histoire de l'université (2 740), le nombre de points par match (21,92), le nombre de shoots extérieurs convertis (918), le nombre de trois points convertis (365), le nombre de passes (538) ou encore le nombre d'interceptions (315).
Le 12 novembre 2004, elle est introduite au Hall of Fame de l'université d'État du Colorado et le 22 janvier 2005, son numéro de maillot (le 25) est retiré à la Moby Arena.

### WNBA
Elle est ignorée de la draft WNBA 1999 qui se tient certes dans un contexte particulier avec la disparition de la ligue concurrente, l'American Basketball League. L'afflux de joueuses confirmées rend plus difficile aux joueuses issues de NCAA d'attirer l’attention des franchises WNBA sauf à venir d'universités réputées.
Cependant, le nouvel entraîneur du Liberty de New York Richie Adubato, qui avait plaidé en faveur de sa draft, apprécie son jeu et la fait signer agent libre pour le 12 mai 1999 : « La chose qui m'a le plus impressionné chez elle sont son agressivité et sa résistance. Elle devait affronter les sélectionnées olympiques Teresa Weatherspoon et Vickie Johnson. Toutes les deux étaient physiques, dures au mal et de fières compétitrices. Sa rage de se battre contre ces deux-là chaque jour me stupéfiait. Elle avait l'air d'avoir 16 ans et venait les défier, ce qui en dit long. »
En sept saisons à New York (1999-2006), elle participe à trois finales WNBA (1999, 2000, et 2002) et dispute tous les ans les playoffs sauf en 2003 et en 2006. D'abord remplaçante de Teresa Weatherspoon, elle devient ensuite titulaire aux côtés de Vickie Johnson et Crystal Robinson (en), puis capitaine du Liberty en 2004. En 2003, elle est choisie comme remplaçante du All-Star Game mais doit déclarer forfait sur blessure avant de connaître une nouvelle sélection en 2005 (il n'y a pas d'édition en 2004), cette fois comme titulaire, puis de nouveau en 2006 (de nouveau forfait). En 2004 et 2005, elle mène l'équipe aux points inscrits, aux paniers primés réussis, aux interceptions et en minutes jouées, passant la barre des 2 000 points inscrits en carrière le 16 août 2005. Le 30 mai 2006, elle inscrit un panier du milieu du terrain au buzzer de la mi-temps face au Fever de l'Indiana. Son record de points avec le Liberty est de 33 unités face au Lynx le 6 juin 2003 et de 10 pour les passes décisives, deux fois, le 20 juillet 2004 face au Sting de Charlotte, puis de nouveau le 5 juillet 2005 face aux Sparks de Los Angeles.
Elle est échangée le 4 avril 2007 avec un second tour de draft 2008 contre le second choix de la draft 2007 Jessica Davenport et un premier tour de draft 2008.
À San Antonio, elle acquiert le surnom de Big Shot Becky du fait de son habileté à rentrer des tirs dans les moments décisifs. Ce surnom vient de Big Shot Rob, donné au joueur des Spurs de San Antonio, Robert Horry.
En 2008, elle accède aux finales de la WNBA avec les Silver Stars, mais est sèchement battue 3-0 par le Shock de Détroit.
Le 25 juin 2016, elle est la première joueuse de San Antonio à voir son maillot retiré après une victoire des Texanes sur le Dream d'Atlanta. Avec elle, les Stars accèdent aux play-offs durant sept des huit saisons qu'elle accomplit avec San Antonio, la seule manquante en 2013 étant celle où elle est blessée. Son maillot est retiré également le 13 septembre 2021 par les Aces de Las Vegas, héritiers de l'histoire des Stars.

### Europe et autres ligues
Comme de nombreuses autres joueuses, Hammon joue tout au long de l'année, de mai à septembre en WNBA avec les Silver Stars de San Antonio, et le reste de l'année dans le championnat russe avec l'équipe du CSKA Moscou.

### Équipe nationale russe
En 2008, elle obtient la nationalité russe afin de pouvoir jouer pour l'équipe de Russie et réaliser son rêve de compétition olympique. Ce choix est jugé « anti-patriotique » par Anne Donovan, l'entraîneuse de l'équipe américaine.
Elle contribue grandement aux deux médailles obtenues par sa sélection, le bronze en 2008 aux Jeux olympiques de Pékin, avec une victoire dans le match pour la troisième place sur l'équipe de Chine, et l'argent au championnat d'Europe 2009 défaite en finale par l'équipe de France (16,5 points à 57,1 %, 2,0 rebonds, 1,0 passe décisive 2,0 interceptions).
En 2010, elle obtient la 7e place Championnat du monde (moyennes de 11,1 points, 2,6 rebonds, 1,5 passe décisive et 1.4 interception). En 2012, elle doit se contenter de la quatrième place aux Jeux olympiques de Londres, pour des statistiques de 12,1 points, 4,0 passes décisives et 2,9 rebonds en huit rencontres.
Lors des Jeux de Londres, la Russie obtient la quatrième place.

## Style de jeu
Elle est connue pour son tir caractéristique à la cuiller quand elle joue en pénétration, hérité de son enfance quand elle défiait son grand frère et ses amis sur les playgrounds.
L'entraîneur WNBA Mike Thibault la compare à un Tony Parker féminin : « C'est une petite arrière qui était sous-dimensionnée mais s'est imposée. Elle peut marquer à trois points comme attaquer le panier. C'est un de ces rats des gymnases qui a appris comment marquer face à plus grande qu'elle et cela lui a servi dans sa carrière. Elle peut jouer en pick and roll comme lui, est une meilleure shooteuse que Parker à ses débuts et certainement une meilleure tireuse à trois points. Elle sera un grand apport pour aider les joueurs à devenir de meilleurs shooteurs. »

## Entraîneuse
Après la blessure au genou qui l'a privée de l'essentiel de la saison WNBA 2013, elle annonce à l'entraîneur des Stars Dan Hughes son souhait de se diriger vers le métier d'entraîneur après la fin de sa carrière sur le terrain. Celui-ci la conseille et l'envoie observer le fonctionnement de l'équipe masculine de la ville, les Spurs de San Antonio avec Gregg Popovich et R. C. Buford. Dans un rôle informel d'adjointe, elle se tient derrière le banc lors de certaines rencontres NBA. Elle conquiert rapidement le staff et des joueurs comme Tim Duncan. En juillet 2014, elle annonce sa retraite sportive à l'issue de la saison WNBA 2014. Numéro 25 aux Stars, son maillot est retiré le 15 août 2014.
Le 5 août 2014, les Spurs annoncent l'engagement de Becky Hammon comme entraîneuse adjointe pour la saison NBA 2014-2015 devenant la première femme à exercer sur un banc NBA,. Lisa Boyer (en) a auparavant été entraîneuse adjointe des Cavaliers de Cleveland, mais seulement à domicile. Hammon est toutefois la première à l'être à temps complet. Durant l'été 2015, elle dirige l'équipe pendant la Summer League de Las Vegas du 10 au 20 juillet 2015. Dans une rencontre sans grand enjeu, son premier match est une défaite. Elle mène les Spurs à la victoire lors de la compétition estivale (6 victoires-1 défaite) en battant les Suns de Phoenix en finale (93-90).
Pour Gregg Popovich « Quand elle a entraîné l’équipe de summer league, il s’agissait avant tout de développement [des joueurs]. Cela donne certes une chance à l'entraîneur d’entraîner, mais la véritable raison de sa présence était surtout d’observer nos choix de draft ou nos free-agents que nous pourrions développer afin d’intégrer l’équipe. C’était son objectif et elle a accompli un excellent travail en faisant jouer les gars comme nous le voulions (...) Je suis heureux qu’elle soit là. Je respecte ses opinions. J’apprécie les échanges avec elle », récusant tout opération d'image pour la franchise : « C’était devenu énorme lorsque nous l’avons engagée, et ça l’est encore plus depuis la summer league. Mais on ne pense même pas à tout ça. Je l’ai embauchée car elle a fréquenté mes sessions de travail durant un an en raison de sa blessure. Elle a des avis, et des avis solides, sur le basketball. » Elle est la première femme sur le banc du NBA All-Star Game en tant qu'entraîneur adjointe de Gregg Popovich, le 14 février 2016 à Toronto. Courtisée en mars 2017 par les Gators de la Floride pour diriger l'équipe féminine, elle décide de rester une année de plus aux Spurs malgré un salaire supérieur à celui qu'elle touche dans le Texas. Au sein du staff, elle est promue en juin 2018 pour remplacer l'adjoint James Borrego.

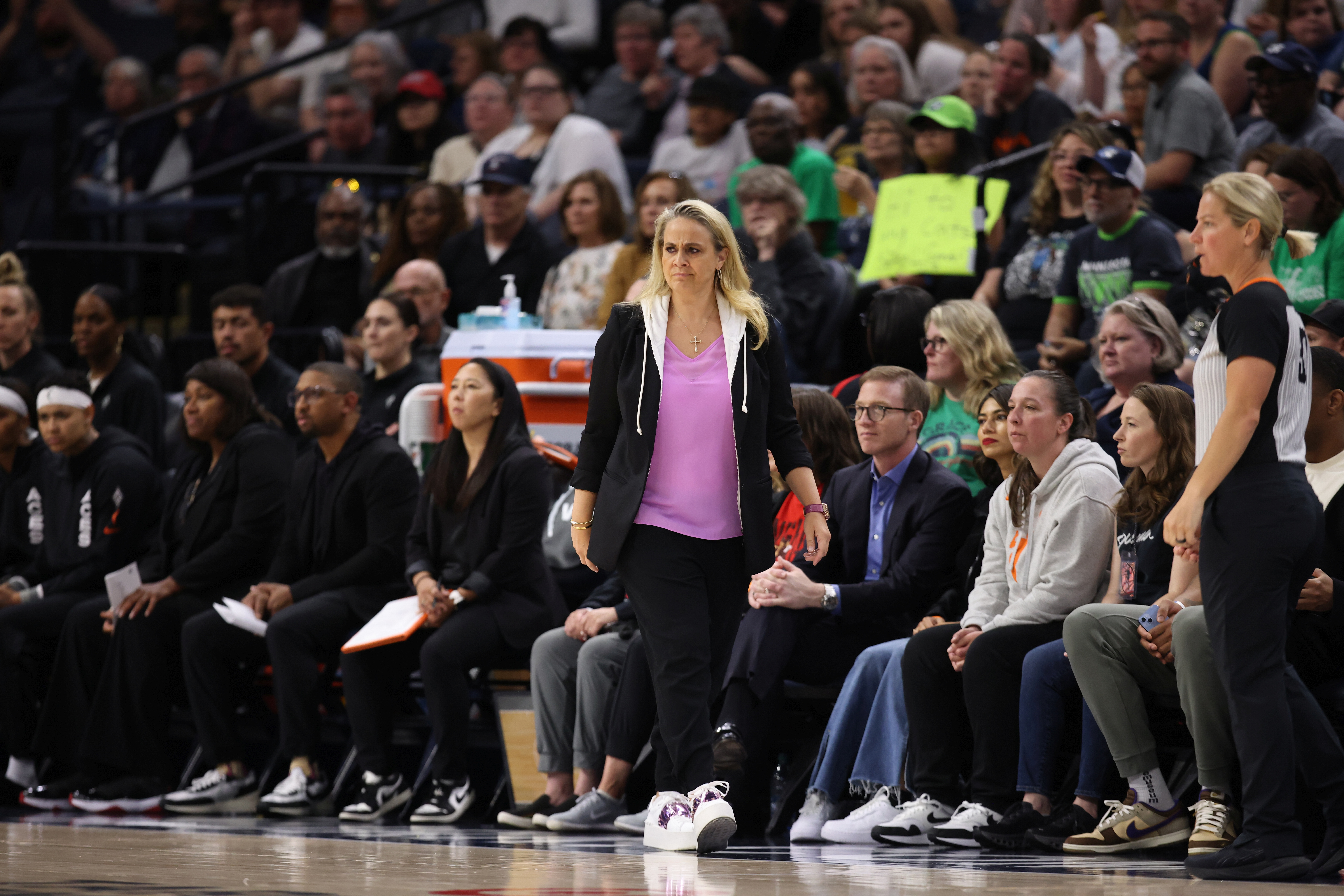
Sur le banc des Aces de Las Vegas en 2024.

Lors de la saison NBA 2020-2021, à la faveur de l'expulsion de Popovich et étant première assistante, elle devient le 30 décembre 2020 la première femme à entraîner une équipe dans une rencontre NBA.
Fin décembre 2021, elle s'engage avec la franchise WNBA des Aces de Las Vegas à compter de la saison WNBA 2022. Dès sa première saison, elle remporte les Finales WNBA ainsi que le titre entraîneur de l'année.
À partir de décembre 2022, elle intervient comme consultante basket-ball dans des émissions d'ESPN.

## Palmarès et distinctions

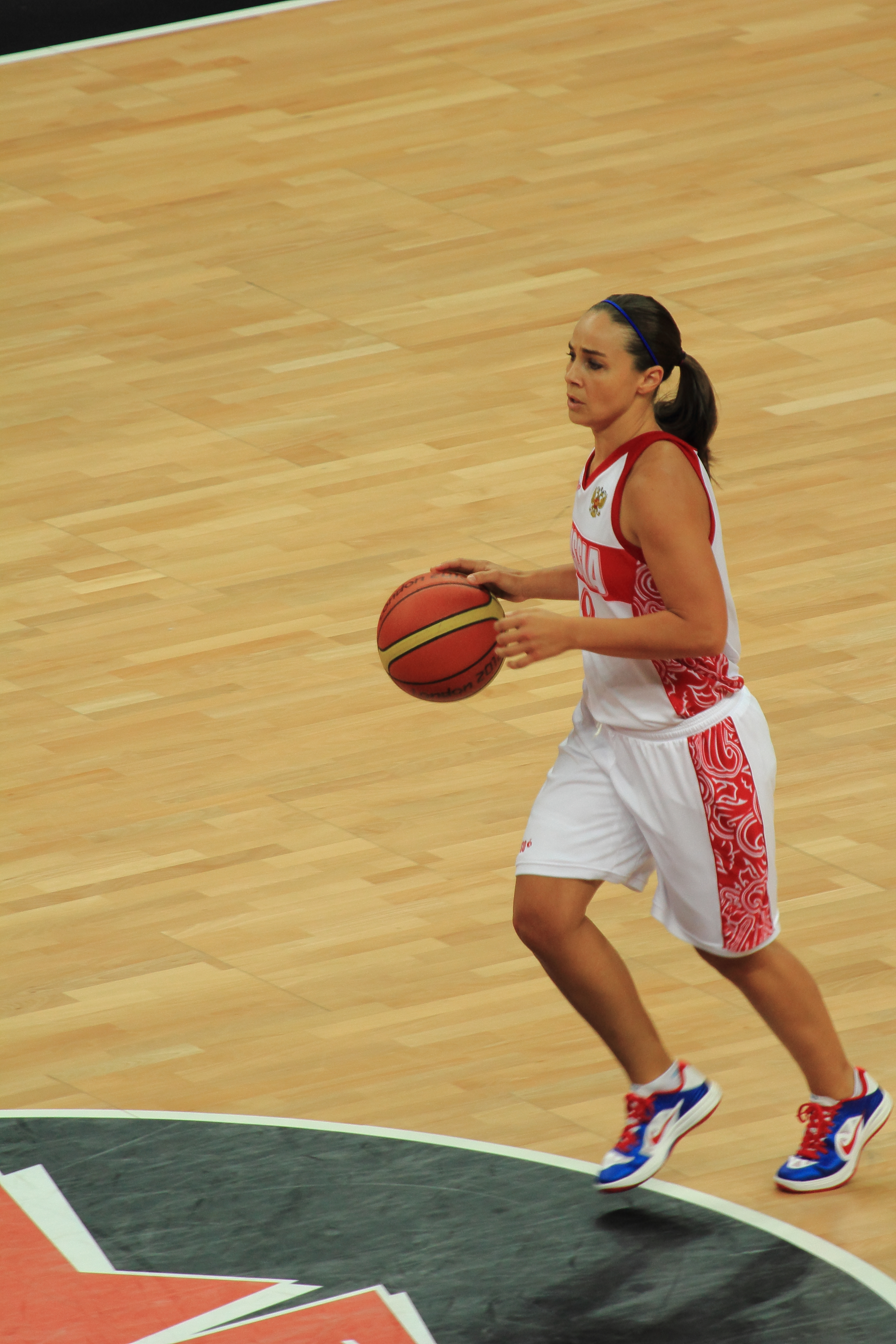
Becky Hammon aux JO de Londres.

### En club
- Championne de la National Women's Basketball League : 2005, 2006[2]
- Championne de la Conférence Ouest lors des playoffs WNBA 2008
- Vainqueur de la Coupe de Russie 2008

### En sélection nationale
- Jeux olympiques d'été
  -  Médaille de bronze aux Jeux olympiques de Pékin en 2008.
  - 4e place aux Jeux olympiques de Londres en 2012.
- Championnats d'Europe
  -  Médaille d'argent au Championnat d'Europe 2009 en Lettonie

### Distinctions personnelles
- Maillot retiré (numéro 25) aux Stars de San Antonio[14] puis par les Aces de Las Vegas[9].
- Trophée Kim Perrot de la sportivité 2014[28]
- Meilleures joueuses des 15 ans, des 20 ans et des 25 ans de la WNBA[29],[16]
- Sélectionnée pour le WNBA All-star Game en 2003, 2005, 2006, 2007, 2009 et 2011
- Sélection WNBA pour de la rencontre The Game at Radio City en 2004
- Sélection WNBA pour de la rencontre The Stars at the Sun en 2010[30]
- Vainqueur du Skills Challenge au WNBA All-Star Game 2007
- Vainqueur du Haier shooting Stars Competition au NBA All-Star Game 2008
- Sélectionnée pour le All-Star Game de l'Euroligue féminine 2009
- MVP du All-Star Game de l'Euroligue féminine 2009
- Vainqueur du concours de tirs à trois points du All-Star Game de l'Euroligue féminine 2009
- MVP de la National Women's Basketball League : 2005, 2006
- Maillot retiré (numéro 25) aux Rams de Colorado State
- Associated Press All-America Team (1997, 1998, 1999[2])
- Kodak All-America Team (1997, 1998, 1999[2])
- Joueuse de l'année de la Western Athletic Conference (1997, 1998, 1999[2])
- Meilleur cinq de la Western Athletic Conference (1996, 1997, 1998, 1999[2])
- Women's Basketball Journal All-America Team (1999[2])
- Sports Illustrated All-America Team (1999[2])
- Frances Pomeroy Naismith Award (1999[2])
- Freshman de l'année de la Western Athletic Conference (1996[2])
- MVP du tournoi de la Western Athletic Conference (1996[2])
- Sélection des meilleures joueuses des 20 ans de la WNBA[31]
- Meilleur cinq de la WNBA (2005, 2008)
- Second meilleur cinq de la WNBA (2007, 2009)
- Colorado Sports Hall of Fame (2015) [16]
- San Antonio Sports Hall of Fame (2018)[16]

Le 17 février 2023, elle figure dans la liste des douze finalistes pour entrer au Basketball Hall of Fame aux côtés de Jennifer Azzi, Marian Washington et Gregg Popovich,. Elle est intronisée en août.